# Stenus colonus
Stenus colonus är en skalbaggsart som beskrevs av Wilhelm Ferdinand Erichson. Stenus colonus ingår i släktet Stenus och familjen kortvingar. Inga underarter finns listade i Catalogue of Life.